# Оксид барію
Окси́д ба́рію — неорганічна бінарна сполука Барію та Оксигену складу BaO. Предсталяє собою білі кристали гексагональної або кубічної форм. Активно поглинає воду та вуглекислий газ. Сполука проявляє сильні осно́вні властивості. У природі поширена у мінералах бариті, вітериті, цельзіані, гіалофані.

## Поширення у природі

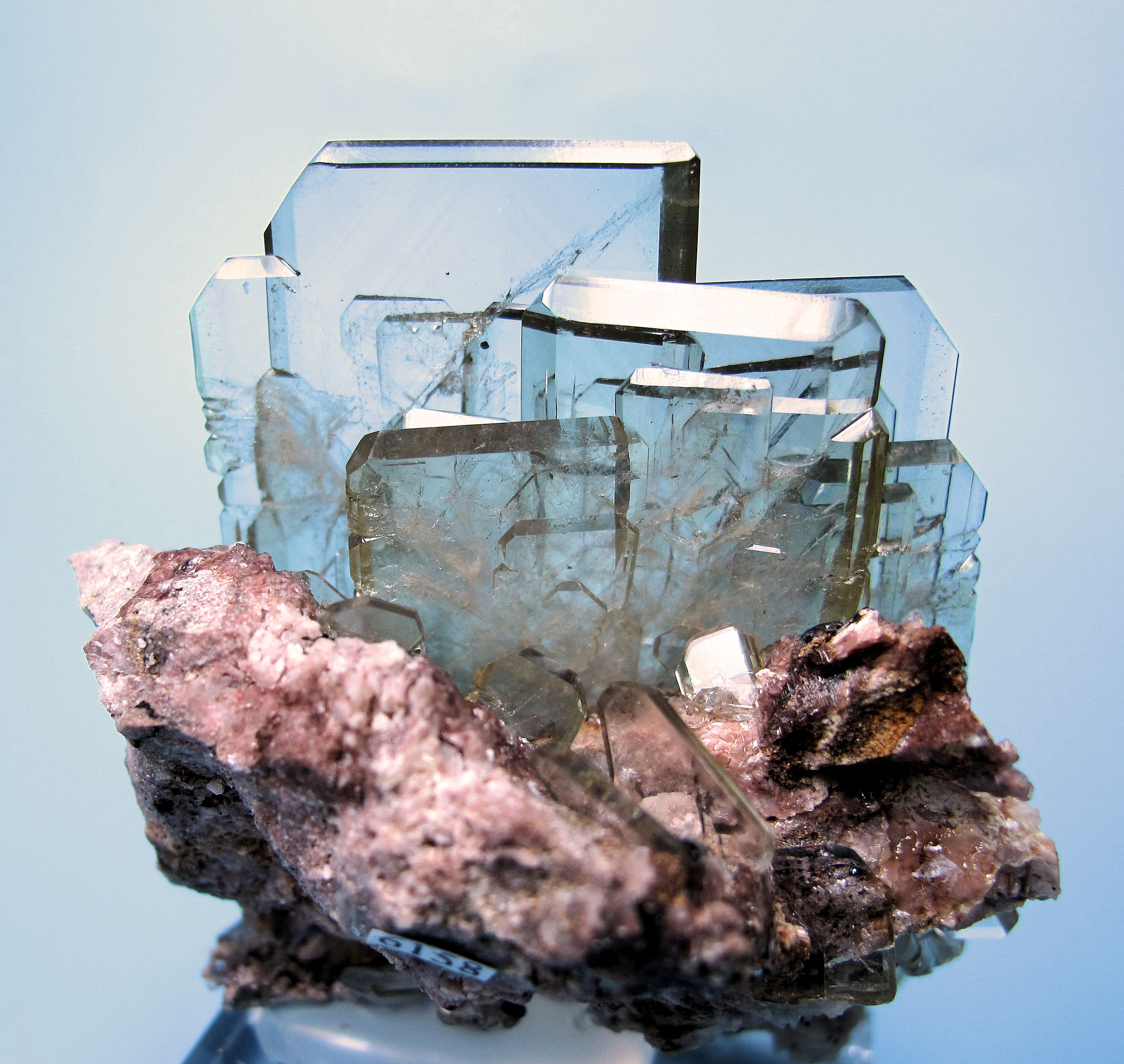
Барит (з родовища у Перу)

У природі оксид барію зустрічається у вигляді складних силікатів, сульфатів, карбонатів тощо. Основними мінералами, з яких видобувається барій оксид, є барит (65,7% BaO), вітерит (77,7%), цельзіан, гіалофан та інші. Складні сполуки оксиду барію були також знайдені у підземних та морських водах, на Сонці. 

## Отримання
Окрім безпосереднього виділення з мінералів, оксид барію синтезують також взаємодією металевого барію та кисню — спалюючи метал на повітрі:
{\displaystyle \mathrm {2Ba+O_{2}\ {\xrightarrow {500^{o}C}}2BaO} }
Також отримати його можна розкладанням деяких кисневмісних сполук барію:
{\displaystyle \mathrm {Ba(OH)_{2}\ {\xrightarrow {780-800^{o}C}}\ BaO+H_{2}O} }
{\displaystyle \mathrm {BaCO_{3}\ {\xrightarrow {1000-1450^{o}C}}\ BaO+CO_{2}} }
{\displaystyle \mathrm {2Ba(NO_{3})_{2}\ {\xrightarrow {620-670^{o}C}}\ 2BaO+4NO_{2}+O_{2}} }

## Хімічні властивості
Оксид барію активно реагує з водою, утворюючи сильнолужний розчин:
{\displaystyle \mathrm {BaO+H_{2}O\rightarrow \ Ba(OH)_{2}} }
Оксид проявляє сильні осно́вні властивості, реагуючи з кислотами та кислотними оксидами. При кімнатній температурі поглинає з повітря вуглекислий газ.
{\displaystyle \mathrm {BaO+2HCl\rightarrow BaCl_{2}+H_{2}O} }
{\displaystyle \mathrm {Ba+CO_{2}{\xrightarrow {}}BaO+CO_{2}} }
На холоді BaO взаємодіє з хлором, а при нагріванні — з киснем, сіркою, а також з оксидами сірки, кремнію та заліза.
{\displaystyle \mathrm {4BaO+3Cl_{2}\ {\xrightarrow {}}\ BaO_{2}+2BaCl_{2}+Ba(ClO)_{2}} }
{\displaystyle \mathrm {2BaO+O_{2}\ {\xrightarrow {330^{o}C}}\ 2BaO_{2}} }
{\displaystyle \mathrm {2BaO+S\ {\xrightarrow {t}}\ 2BaS+SO_{2}} }
{\displaystyle \mathrm {BaO+SO_{2}\ {\xrightarrow {230^{o}C}}\ BaSO_{3}} }
{\displaystyle \mathrm {BaO+SiO_{2}\ {\xrightarrow {t}}\ BaSiO_{3}} }
{\displaystyle \mathrm {BaO+Fe_{2}O_{3}\ {\xrightarrow {t}}\ Ba(FeO_{2})_{2}} }

## Застосування
Оксид барію використовують для виготовлення скла, емалей, термокаталізаторів. В результаті заміщення в цементі оксиду кальцію оксидом барію утворюються цементи з винятковою стійкістю до води, яка містить сульфат-іони.